# Lythrodes venatus
Lythrodes venatus là một loài bướm đêm trong họ Noctuidae.